# Lorenzo Crasso
Lorenzo Crasso (Napoli, 10 agosto 1623 – Napoli, 27 aprile 1691) è stato un nobile, letterato, poeta e giurista italiano, barone di Pianura.

## Biografia
Assai pochi i dati biografici pervenutici sul suo conto. Nacque a Napoli il 10 agosto 1623, da una nobile famiglia di origine bolognese. Nel suo palazzo in vicolo San Paolo, custodì una preziosa biblioteca, che contava fra i suoi volumi numerosi manoscritti di Giambattista Marino, del quale era cultore.
Si dedicò sin da giovane alla poesia e agli studi legali, anche se più avanti negli anni il suo trovarsi «immerso nelle leggi» determinerà un allentamento del ritmo di ricerche letterarie ed erudite.
Negli studi legali si affermò soprattutto per la sua capacità di documentazione erudita. Fu uno dei giuristi consultati dal Viceré di Napoli nella famosa disputa sulla successione al ducato di Segorbe e Cardona, in Spagna.
Come egli stesso ricorda in vari passi delle sue opere, fu legato da stretta amicizia a numerosi poeti dell’epoca, in particolare a Giuseppe Battista e Antonio Muscettola. Fu membro dell'accademia napoletana degli Oziosi e di quella bolognese dei Gelati. Fu in corrispondenza con importanti letterati ed eruditi. Jean Mabillon si recò a fargli visita durante il suo viaggio in Italia: segno indubbio del prestigio che il Crasso godeva tra i letterati napoletani.
La data della sua morte ci è nota da una lettera del Bulifon al Magliabechi del 12 maggio 1691, che annunzia che il Crasso «morì la settimana passata». Sempre il Bulifon, nel suo Giornale dà più precise indicazioni: Crasso è morto il 27 aprile «la mattina prima di giorno».

## Opere
Lorenzo Crasso è autore di saggi compilativi a carattere encomiastico, che alla sua epoca godettero di un certo favore: Elogi d’uomini letterati (Venezia, Combi e La Noù, 1666, in due tomi), Istoria de’ poeti greci e di que’ che ’n greca lingua han poetato (Napoli, Bulifon, 1678) ed Elogi di capitani illustri (Venezia, Combi e La Noù, 1683). Fra gli altri suoi lavori va ricordata una Vita della gran serva di Dio suor Orsola Benincasa (Napoli, Luc'Antonio de Fusco, 1668). Scrisse anche in versi, con un volume di aperta ispirazione mariniana Epistole eroiche (Venezia, Baba, 1655) e una raccolta di componimenti in vario metro intitolata Poesie (Venezia, Combi e La Noù, 1663, con diverse riedizioni).
In merito alla produzione saggistica del Crasso già osservava, a poco più di un secolo di distanza, il Tiraboschi: "Sono opere le quali deludono comunemente l'erudita curiosità, perciocché ove si spera di trovar presso loro sicure ed esatte notizie de' dotti a' loro tempi vissuti, altro non vi si legge che vuoti e pomposi elogi, che invece di istruire stancano e annoiano i leggitori".
L'opera crassiana più cospicua, gli Elogi d'uomini letterati, è un'ampia galleria di ritratti dedicati a esponenti del mondo culturale cinque-seicentesco, in netta preponderanza, ma non esclusivamente, italiani: vi figurano, per ricordare solo alcuni tra i più famosi, Claudio Achillini, Tommaso Campanella, Girolamo Cardano, Gabriello Chiabrera, Galileo Galilei, Torquato Tasso, Alessandro Tassoni, Fulvio Testi, e, fra gli stranieri, Francesco Bacone e Renato Cartesio, Niccolò Copernico e Lope de Vega e Pierre Gassendi. Di ciascuno dei 144 personaggi inclusi è presentato un profilo celebrativo, accompagnato da carmi in onore, sia italiani che latini, da un elenco delle opere. Nell'editio princeps veneziana ogni profilo è arricchito da incisioni che ritraggono il personaggio di volta in volta celebrato.
Negli Elogi di capitani illustri, che conserva, benché con proporzioni più modeste, la struttura degli Elogi d'uomini letterati, passa in rassegna il profilo di 98 uomini d'arme da Toyotomi Hideyoshi a Raimondo Montecuccoli, da Mehmet Köprülü a Oliver Cromwell. L'Istoria de’ poeti greci è invece un repertorio alfabetico di ragguagli storici e letterari su centinaia di autori, in massima parte antichi, che hanno poetato in lingua greca.

## Un testo esemplificativo
Dunque v'è più d'un mondo, e fuor di questo
che vinto ho già, v'è più d'un mondo altrove?
Vittorie lievi a la mia fama appresto:
mal diviso il dominio è tra me e Giove.
Dunque piangi, Alessandro, e 'l cor sia mesto!
Discepola è tua spada a scole nove:
varcar Abila e Calpe, Abido e Sesto,
Darî atterrar, son ordinarie prove.
Dunque piangi, Alessandro, e i tuoi crin biondi,
se invecchiati non ha polve d'Enìo,
l'alloro trïonfale - ah! - non circondi!
Odi, elèo genitor, tonante dio?
Tu Alessandro sarai degli alti mondi;
Giove de' bassi mondi esser vogli'io.
(Lorenzo Crasso, Alessandro, veduto trovarsi più mondi, piange)